# Альбинус, Бернард Зигфрид
Бернард Зигфрид Альбинус (нем. Bernhard Siegfried Albinus; 1697—1770) — немецкий анатом и педагог, профессор, почётный член Санкт-Петербургской академии наук (1753), член Лондонского королевского общества (1764).

## Биография
Бернард Зигфрид Альбинус родился 24 февраля 1697 года во Франкфурте-на-Одере, где был в то время профессором университета его отец, Бернгард Альбинус (нем. Bernhard Friedrich Albinus), собственно Вейс (1653—1721), бывший впоследствии (с 1702 года) профессором медицины в Лейденском университете.
Молодой Альбинус изучал медицину в Лейдене и в Париже, в 1719 году читал лекции в университете Лейдена и по смерти отца занял его кафедры медицины и анатомии.
Альбинус сделался вскоре одним из известнейших профессоров этого университета и пользовался в медицине почти таким же авторитетом, как Герман Бургаве, перед которым он сам практически преклонялся.
Из сочинений его особенно выдающееся «Tabulae sceleti et musculorum corporis humani» (Лейден, 1747 г.) с гравюрами, исполненными на меди Яном Ванделааром (гол. Jan Wandelaar; 1690—1759).
Бернард Зигфрид Альбинус скончался 9 сентября 1770 года в городе Лейдене.
После смерти Б. З. Альбинуса, его брат, Фридрих-Бернгард (20 июня 1715, Лейден — 23 мая 1773) возглавил кафедру медицины в университете; он пользовался также известностью как анатом и физиолог.

## Гравюры «Tabulae sceleti et musculorum corporis humani»

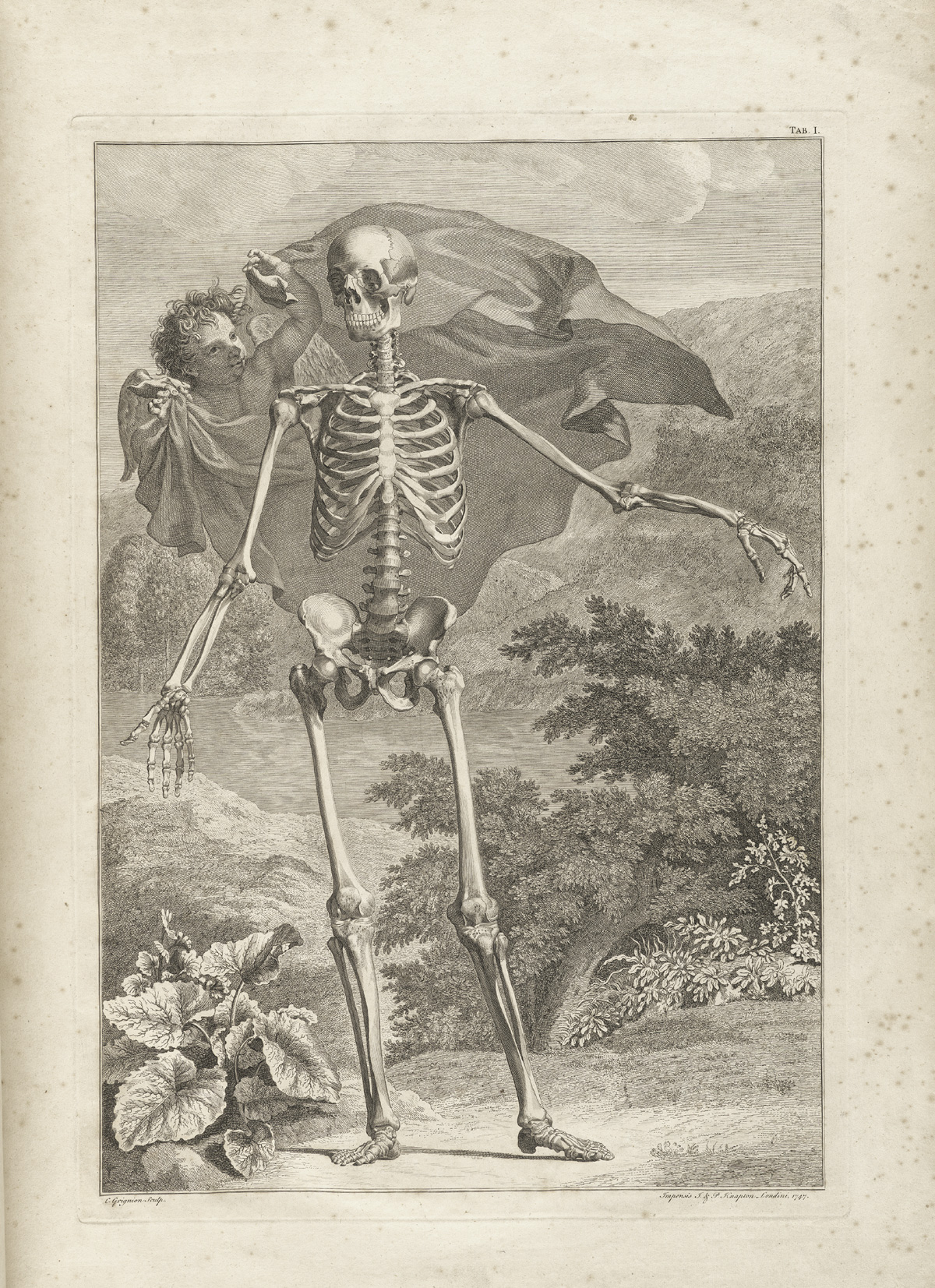
1747 г.